# نیم‌پرده
نیم‌پرده یک فاصله در موسیقی است که نیمی از یک پرده است. نیم‌پرده کوچک‌ترین فاصله‌ای است که در موسیقی کلاسیک استفاده می‌شود.
در اعتدال مساوی که روش رایج کوک‌کردن سازها در دوران معاصر است، هر نیم‌پرده ۱۰۰ سنت اندازه دارد و تمام نیم‌پرده‌ها هم‌اندازه هستند. در نظام کوک خالص اندازهٔ نیم‌پرده‌ها ثابت نیست و نیم‌پرده‌های متفاوتی به دست می‌آیند.

## نیم‌پردهٔ دیاتونیک و کروماتیک
در تئوری موسیقی دو نوع نیم‌پرده بر اساس نظام کوک خالص تعریف می‌شوند، که یکی با نام نیم‌پردهٔ دیاتونیک (به فرانسوی: diatonic، به معنی آنچه صدا از او گذر کند) و دیگری با نام نیم‌پردهٔ کروماتیک (به فرانسوی: chromatic، به معنای رنگین) شناخته می‌شوند.
نیم‌پردهٔ دیاتونیک نیم‌پرده‌ای است که نت‌های تشکیل دهندهٔ آن نام‌های متفاوتی داشته باشند؛ مثلاً فاصلهٔ بین سل و لا بمل یک نیم‌پردهٔ دیاتونیک است. در مقابل، نیم‌پرده‌ای که نام نت‌های تشکیل دهنده‌اش یکی باشند نیم‌پردهٔ کروماتیک است (نظیر فاصلهٔ لا بمل تا لا). پس یعنی اگر یک‌پرده را به دو نیم‌پرده تقسیم کنیم، یکی دیاتونیک و دیگری کروماتیک خواهدبود. همچنین به همین دلیل، گام‌هایی که هفت نت با نام‌های متفاوت داشته‌باشند، دیاتونیک و به غیر آن، کروماتیک می‌گویند.
در نامگذاری فاصله‌ها به نیم‌پردهٔ دیاتونیک دوم کوچک هم گفته می‌شود. به همین شکل، برای نیم‌پردهٔ کروماتیک نام همصدای افزوده به کار می‌رود.

## دوم کوچک

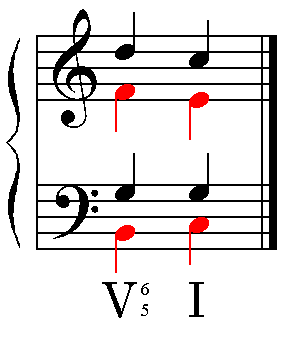
دوم کوچک ملودیک جزئی جدایی‌ناپذیر از فرودهای موسیقایی «دوران قواعد مشترک» است.

فاصلهٔ دوم کوچک فاصله‌ای است که در گام ماژور بین نت سوم و چهارم (مثلاً در دو ماژور بین می و فا) و نیز بین نت هفتم و هشتم (مثلاً در دو ماژور بین سی و دو) قرار دارد. این فاصله را نیم‌پردهٔ دیاتونیک نیز می‌نامند چرا که در گام دیاتونیک در فاصلهٔ بین دو نت قرار می‌گیرد.
. در اینجا ابتدا نت دو و بعد نت ر بمل (که ۱۰۰ سِنت زیرتر از دو است) شنیده می‌شوند و بعد هر دو با هم شنیده می‌شوند.
به لحاظ ملودی، از فاصلهٔ دوم کوچک در فرود (از جمله در فرود کاذب) استفاده می‌شود، چرا که این حس را به شنونده منتقل می‌کند که به سمت نت بن‌مایه در حال حرکت است.
به لحاظ هارمونی، فاصلهٔ دوم کوچک به عنوان یک فاصلهٔ «ناملایم» یا نتی «غریبه با آکورد» است که بخشی از «نقش آکورد» محسوب نمی‌شود. همچنین ممکن است به صورت معکوسِ یک آکورد هفتم بزرگ یا یک آکورد با نت اضافه ظاهر شود.

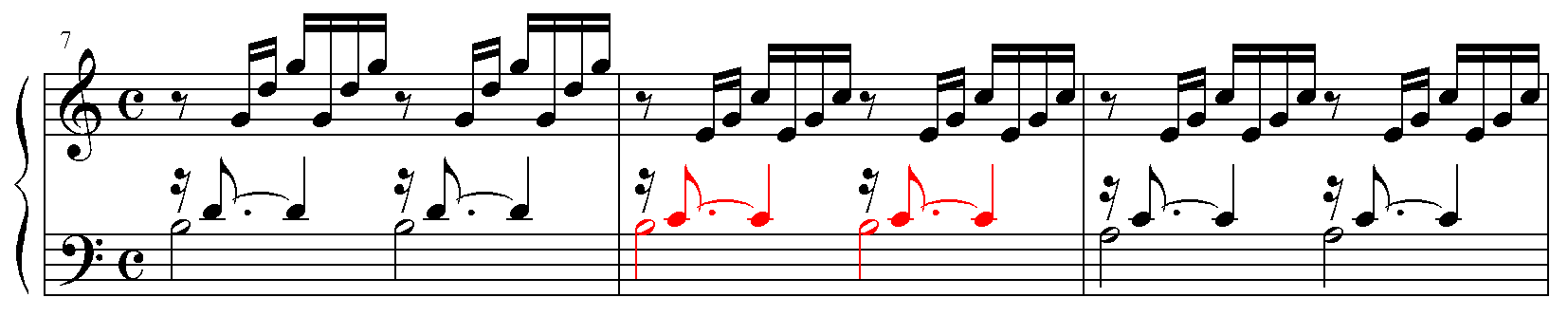
یک دوم کوچک هارمونیک در پرلود کلاویه خوش‌آهنگ اثر یوهان سباستین باخ. این فاصلهٔ دوم کوچک را می‌توان نوعی «نت زینت» نیز در نظر گرفت که یک نت سی به آکورد «لا مینور هفت» حل می‌شود.

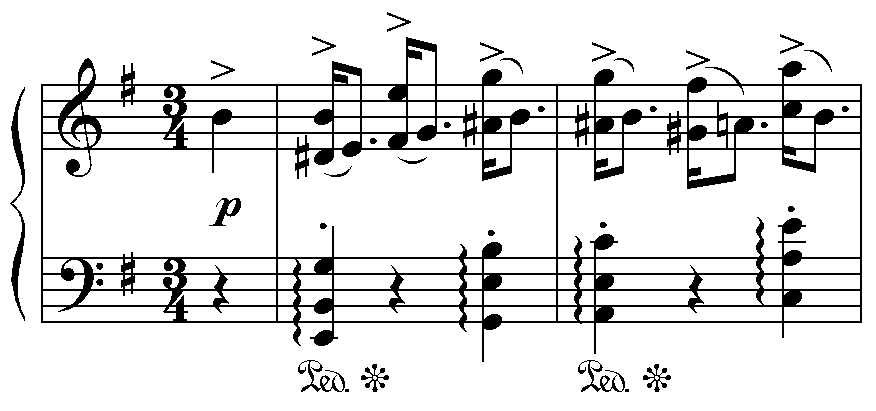
میزان‌های اول اتود «نت اشتباه» اثر فردریک شوپن.

در برخی شرایط، فاصلهٔ دوم کوچک می‌توانند شخصیت زیادی به موسیقی بدهد. برای نمونه فردریک شوپن در اتود اپوس ۲۵ شمارهٔ ۵، قطعه را با یک ملودی می‌آغازد که در آن فواصل دوم کوچک به وفور نواخته می‌شوند و حالتی خنده‌دار و وسواس‌آور ایجاد می‌کنند که در تضاد با قسمت میانی قطعه است. این اتود به همین خاطر نام اتود «نت اشتباه» را به خود گرفته‌است. چنین استفاده‌ای از فاصلهٔ دوم کوچک در موسیقی رمانتیک رایج است.

### در دیگر اعتدال‌ها

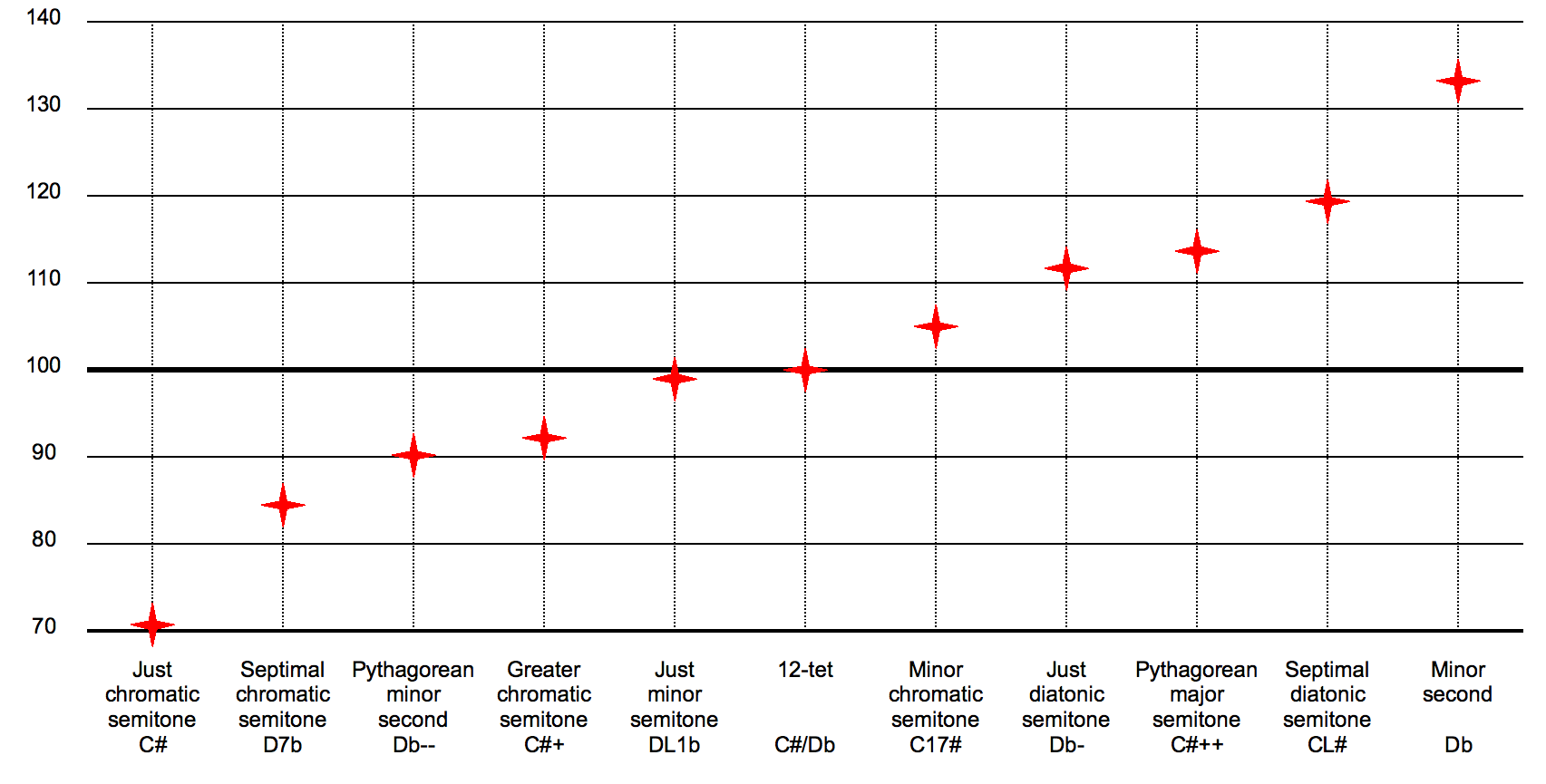
مقایسهٔ ارزش فاصلهٔ دوم کوچک در روش‌های مختلف کوک، بر حسب سِنت.

در نظام کوک خالص یک دوم کوچک با نسبت ۱۶:۱۵ در گام دو ماژور وجود دارد که بین نت‌های می و فا، و نیز سی و دو وجود دارد. این فاصلهٔ دوم کوچک ناملایم‌ترین فاصله‌ای است که در گام ماژور وجود دارد. 

## همصدای افزوده

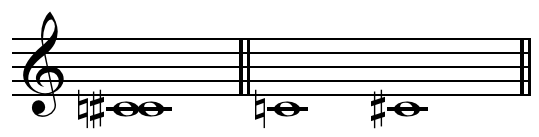
همصدای افزوده برای نت دو.

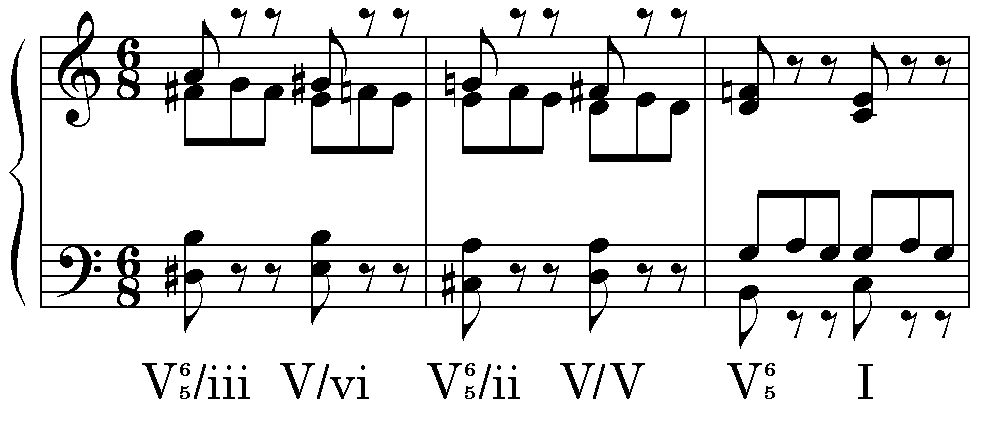
همصداهای افزوده غالباً در فرود پس از «آکوردهای ثانویه» (دومینانت‌های ثانویه) شنیده می‌شوند، نظیر آنچه خوانندهٔ سوپرانو در این «سکانس» از قطعهٔ ترانه‌های بی‌کلام اثر فلیکس مندلسون اجرا می‌کند.

همصدای افزوده فاصله‌ای است که از افزودن یک نیم‌پرده به یک نت همصدا به دست می‌آید. این فاصله در گام دیاتونیک رخ نمی‌دهد اما در گام کروماتیک وجود دارد و به آن نیم‌پردهٔ کروماتیک گفته می‌شود. این فاصله، معکوس فاصلهٔ هشتم کاسته است و همچنین مکمل فاصلهٔ هشتم افزوده نیز هست چرا که برای فاصلهٔ هشتم یا اکتاو حالت همصدا وجود ندارد.
به لحاظ ملودی، همصدای افزوده معمولاً زمانی رخ می‌دهد که یک آکورد کروماتیک به‌وجود می‌آید، مانند: آکورد فرعی، آکورد هفت کاسته یا آکورد شش افزوده.
به لحاظ هارمونی همصدای افزوده به ندرت استفاده می‌شود. در مثال زیر فرانتز لیست یک نت می بمل (E♭‎) در کنار یک نت می بکار (E♮‎) قرار داده‌است. در این‌جا «می بمل» را به «ر دیز» ترجیح داده‌است تا آن را به عنوان بخشی از («هفت نمایانِ» فا) فرض کنیم و این افزودن به هارمونی بر یک «نت پدال» (می بکار) استوار است.

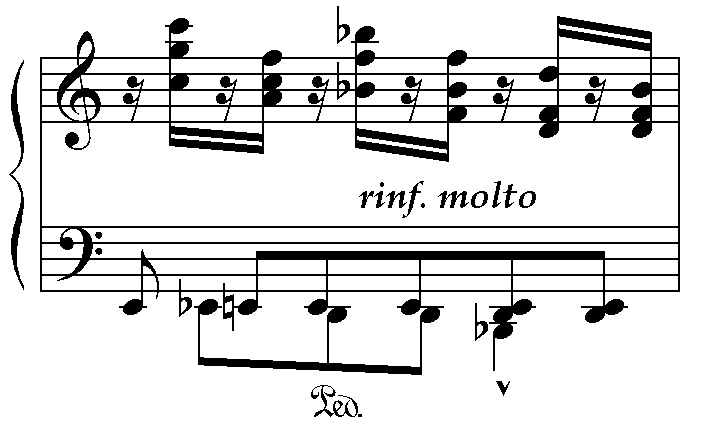
میزان شصت و سوم از اتود متعالی اثر فرانتز لیست

## نیم‌پرده در کوک‌های مختلف
کوک‌های مختلف نیم‌پرده‌های مختلفی ایجاد می‌کنند.

### اعتدال‌های مناسب
در اعتدال مساوی و دیگر اعتدال‌های مناسب فقط یک نیم‌پرده (با طول ۱۰۰ سنت) وجود دارد.

### اعتدال میانگین
در اعتدال میانگین دو نیم‌پرده (کروماتیک و دیاتونیک) وجود دارد که طول نیم‌پردهٔ دیاتونیک بیشتر از نیم‌پردهٔ کروماتیک است.

### کوک فیثاغورثی
در کوک فیثاغورثی نیز دو نیم‌پرده وجود دارد، اما برخلاف موارد بالا، این نیم‌پردهٔ کروماتیک است که بزرگتر است.
اندازهٔ نیم‌پردهٔ دیاتونیک در کوک فیثاغورثی از نسبت {\displaystyle {\frac {2^{8}}{3^{5}}}} به دست می‌آید. به این فاصله لیمای فیثاغورثی (به انگلیسی: limma) هم گفته می‌شود و اندازه‌اش حدود ۹۰٫۲ سنت است. ()
اندازهٔ نیم‌پردهٔ کروماتیک در کوک فیثاغورثی از نسبت {\displaystyle {\frac {3^{7}}{2^{1}1}}} به دست می‌آید. به این فاصله آپوتوم فیثاغورثی (به انگلیسی: apotome) هم گفته می‌شود و اندازه‌اش حدود ۱۱۳٫۷ سنت است. ()
تفاوت لیما و آپوتوم فیثاغورثی برابر است با کمای فیثاغورثی و حدود ۲۳٫۴۶ سنت طول دارد.

### نظام کوک خالص
در نظام کوک خالص فاصلهٔ دوم کوچک نسبت ۱۶:۱۵ دارد (حدود ۱۱۱٫۷ سنت) و به آن نیم‌پردهٔ دیاتونیک خالص هم گفته می‌شود. (). این نیم‌پرده در واقع حاصل تفاوت بین یک فاصلهٔ چهارم درست و یک فاصلهٔ سوم بزرگ است ({\displaystyle {\tfrac {4}{3}}\div {\tfrac {5}{4}}={\tfrac {16}{15}}}). به جز این، در کوک خالص پنج حدی سه نیم‌پردهٔ دیگر هم تولید می‌شود. برای نمونه، مجموعهٔ چهار نیم‌پردهٔ حاصل در گام مبتنی بر دو از این قرار هستند:
- نیم‌پردهٔ کروماتیک خالص مثلاً بین نت می بمل و می: {\displaystyle S_{1}={25 \over 24}\approx 70.7\ {\hbox{cents}}}
- نیم‌پردهٔ کروماتیک بزرگ مثلاً بین نت ر بمل و ر: {\displaystyle S_{2}={135 \over 128}\approx 92.2\ {\hbox{cents}}}
- نیم‌پردهٔ دیاتونیک خالص مثلاً بین نت دو و ر بمل: {\displaystyle S_{3}={16 \over 15}\approx 111.7\ {\hbox{cents}}}
- نیم‌پردهٔ دیاتونیک بزرگ مثلاً بین نت لا و سی بمل: {\displaystyle S_{4}={27 \over 25}\approx 133.2\ {\hbox{cents}}}

از میان دوازده نیم‌پردهٔ هر گام، در نظام کوک خالص شش‌تا S3 هستند، سه تا S1، دو تا S2 و تنها یکی S4.

## یادداشت
1. ↑  Added-Note Chords